# Chronologie de la Curie sous Benoît XVI
Cette page présente la chronologie des nominations au sein de la Curie romaine sous le pontificat de Benoît XVI de son élection le 19 avril 2005 à sa renonciation le 28 février 2013.
Au cours des huit ans de son pontificat, Benoît XVI a renouvelé la plupart des responsables des dicastères de la Curie romaine. Il a manifesté après son élection la volonté de réduire la Curie, mais cette volonté ne s'est pas concrétisée de manière significative, l'évènement le plus marquant du pontificat pour ce qui concerne la Curie étant la création du Conseil pontifical pour la nouvelle évangélisation.

## Historique
- Dès le début de son pontificat, Benoît XVI nomme Georg Gänswein comme secrétaire particulier.
- Le 13 mai 2005, il nomme préfet de la Congrégation pour la doctrine de la foi et président de la Commission théologique internationale (postes qu'il occupait lui-même avant son élection au siège pontifical) l'archevêque de San Francisco, William Joseph Levada. C'est la première fois qu'un citoyen des États-Unis est nommé à ces postes.
- Le 11 mai 2006, il nomme président du Conseil pontifical pour la pastorale des migrants et des personnes en déplacement le cardinal Martino, déjà président du Conseil pontifical « Justice et Paix », en remplacement du cardinal Hamao, atteint par la limite d'âge.
- Le même jour, il nomme également président du Conseil pontifical pour le dialogue inter-religieux le cardinal Poupard, déjà président du Conseil pontifical pour la culture. Il remplace à ce poste Mgr Michael Louis Fitzgerald, nommé nonce apostolique en Égypte.
- Le 20 mai 2006, il nomme préfet de la Congrégation pour l'évangélisation des peuples l'archevêque de Bombay, Ivan Dias en remplacement du cardinal  Sepe nommé archevêque de Naples.
- Le 15 septembre 2006, il nomme secrétaire d'État (ce qui correspond au poste de Premier ministre), son ancien bras droit à la Congrégation pour la doctrine de la foi, Tarcisio Bertone, qui entre-temps avait été nommé archevêque de Gênes par Jean-Paul II. Il remplace le cardinal Sodano qui avait dépassé la limite d'âge.
- Le même jour, il nomme également président du Gouvernorat de l'État de la Cité du Vatican Mgr Giovanni Lajolo, jusqu'alors secrétaire de la secrétairerie d'État pour les relations avec les états. Il remplace le cardinal Edmund Casimir Szoka qui avait dépassé la limite d'âge.
- Le 31 octobre 2006, il nomme préfet de la Congrégation pour le clergé l'archevêque de São Paulo, Claudio Hummes en remplacement du cardinal  Castrillón Hoyos atteint par la limite d'âge.
- Le 15 février 2007, il nomme président du Conseil pontifical pour les textes législatifs un évêque auxiliaire de Milan, Mgr Francesco Coccopalmerio, en remplacement du cardinal Herranz Casado qui avait dépassé la limite d'âge.
- Le 4 avril 2007, il nomme camerlingue le cardinal Bertone, par ailleurs secrétaire d'État. En cas de décès du pape, il serait donc appelé à tenir un rôle central pendant la vacance du siège apostolique. Déjà principal collaborateur du pape, il apparait ainsi comme son homme de confiance. Il remplace à ce poste le cardinal Martínez Somalo qui atteint 80 ans et ne pourra donc plus prendre part à un futur conclave.
- Le 9 juin 2007, il nomme préfet de la Congrégation pour les églises orientales le substitut pour les Affaires générales du Secrétariat d'État, Leonardo Sandri, en remplacement du cardinal Daoud qui avait dépassé la limite d'âge.
- Le 25 juin 2007, il nomme président du Conseil pontifical pour le dialogue inter-religieux le cardinal Tauran jusqu'alors archiviste et bibliothécaire de la Sainte Église romaine. Quelques mois plus tôt, le 11 mai 2006, il avait confié la présidence de ce conseil au cardinal Poupard, déjà président du Conseil pontifical pour la culture.
- Le même jour, il nomme Mgr Raffaele Farina comme archiviste et bibliothécaire, en remplacement du cardinal Tauran.
- Le 27 juin 2007, il nomme pro-grand maître  de l'Ordre équestre du Saint Sépulcre de Jérusalem Mgr Foley, jusque-là président du Conseil pontifical pour les communications sociales. Il remplace à ce poste le cardinal Furno, qui se retire.
- Le même jour, il nomme président du Conseil pontifical pour les communications sociales le secrétaire de l'administration du patrimoine du Saint-Siège, Mgr Claudio Celli en remplacement de Mgr Foley.
- Le 3 septembre 2007, il nomme président du Conseil pontifical pour la culture, le père Gianfranco Ravasi, jusque-là préfet de la Bibliothèque ambroisienne. Il remplace à ce poste le cardinal Poupard atteint par la limite d'âge. Simultanément, il est également nommé président des commissions pontificales pour le patrimoine culturel de l'Église et pour l'archéologie sacrée. Il remplace à ces postes Mgr Mauro Piacenza. Cette triple nomination est d'autant plus singulière que Gianfranco Ravasi a été nommé à la tête de ces instances alors qu'il n'était pas consacré évêque, consécration intervenue peu après.
- Le 12 avril 2008, il nomme président de la Préfecture pour les affaires économiques du Saint-Siège le secrétaire du Tribunal suprême de la signature apostolique, Mgr Velasio de Paolis. Il remplace à ce poste le cardinal Sergio Sebastiani, atteint par la limite d'âge.
- Le 7 juin 2008, il nomme président du Conseil pontifical pour la famille le cardinal Ennio Antonelli, archevêque de Florence, en remplacement du cardinal López Trujillo décédé quelques semaines plus tôt.
- Le 27 juin 2008, il nomme cardinal-vicaire de Rome le cardinal Agostino Vallini, jusque-là préfet du Tribunal suprême de la signature apostolique. Il remplace à ce poste le cardinal Ruini, qui avait dépassé la limite d'âge.
- Simultanément, il nomme préfet du Tribunal suprême de la signature apostolique l'archevêque de Saint-Louis (Missouri), Raymond Leo Burke en remplacement du cardinal Vallini, nommé cardinal-vicaire de Rome.
- Le 9 juillet 2008, il nomme préfet de la Congrégation pour les causes des saints le secrétaire de la Congrégation pour la doctrine de la foi, Mgr Angelo Amato. Il succède à ce poste au cardinal José Saraiva Martins atteint par la limite d'âge.
- Le 9 décembre 2008, il nomme préfet de la Congrégation pour le culte divin et la discipline des sacrements le cardinal Cañizares Llovera, jusqu'alors archevêque de Tolède (Espagne). Il remplace à ce poste le cardinal Arinze qui avait dépassé la limite d'âge.
- Le 28 février 2009, il nomme président du Conseil pontifical pour la pastorale des migrants et des personnes en déplacement Mgr Antonio Maria Vegliò jusqu'alors secrétaire de la Congrégation pour les églises orientales. Il succède au cardinal Renato Martino qui cumulait cette présidence avec celle du Conseil pontifical Justice et Paix.
- Le 18 avril 2009, il nomme président du Conseil pontifical pour la pastorale des services de la santé Mgr Zygmunt Zimowski, jusqu'alors évêque de Radom en Pologne. Il remplace à ce poste le cardinal Javier Lozano Barragán qui avait dépassé la limite d'âge.
- Le 2 juin 2009, il nomme Fortunato Baldelli à la tête de la Pénitencerie apostolique faisant de lui le Grand pénitencier (ou pénitencier majeur) de la Sainte Église catholique, poste où il succède au cardinal Stafford qui se retire.
- Le 8 juillet 2009 est rendu public le motu proprio Ecclesiae unitatem par lequel Benoit XVI rattache la Commission pontificale Ecclesia Dei à la Congrégation pour la doctrine de la foi, nommant le cardinal William Levada, préfet de la congrégation, à la tête de la commission. Il remplace à ce poste le cardinal Dario Castrillon Hoyos qui avait atteint l'âge de 80 ans quelques jours plus tôt.
- Le 24 octobre 2009, il nomme le cardinal Peter Kodwo Appiah Turkson président du Conseil pontifical Justice et Paix en remplacement du cardinal Renato Martino qui se retire à près de 77 ans.
- Le 28 juin 2010, à l'occasion des vêpres de solennité des apôtres Pierre et Paul, il annonce la création d'un nouveau dicastère : le Conseil pontifical pour la nouvelle évangélisation[2].
- Le 30 juin 2010 il nomme le cardinal Marc Ouellet, précédemment archevêque de Québec, préfet de la Congrégation pour les évêques et président de la Commission pontificale pour l'Amérique Latine en remplacement du cardinal Re qui se retire ayant atteint la limite d'âge.
- Le même jour, il nomme Mgr Rino Fisichella président du nouveau Conseil pontifical pour la nouvelle évangélisation. Il était jusqu'alors président de l'Académie pontificale pour la vie.
- Le lendemain, 1er juillet 2010, Mgr Kurt Koch, évêque de Bâle est nommé président du Conseil pontifical pour la promotion de l'unité des chrétiens. Il remplace à ce poste le cardinal Walter Kasper atteint par la limite d'âge.
- Le 7 octobre 2010, il accepte la démission du cardinal Claudio Hummes de son poste de préfet de la Congrégation pour le clergé et nomme pour le remplacer Mgr Mauro Piacenza, précédemment secrétaire de la congrégation.
- Le même jour, il nomme Mgr Robert Sarah, précédemment secrétaire de la Congrégation pour l'évangélisation des peuples, président du Conseil pontifical Cor unum en remplacement du cardinal Paul Josef Cordes qui se retire.
- Le 4 janvier 2011 il nomme Mgr João Bráz de Aviz, jusqu'alors archevêque de Brasilia, préfet de la Congrégation pour les Instituts de vie consacrée et les Sociétés de vie apostolique en remplacement du cardinal Franc Rodé qui se retire.
- Le 10 mai 2011, il accepte la renonciation pour raison d'âge présentée par le cardinal Ivan Dias préfet de la Congrégation pour l'évangélisation des peuples et nomme pour lui succéder Mgr Fernando Filoni jusqu'alors substitut de la secrétairerie d'État.
- Simultanément, il nomme Mgr Giovanni Angelo Becciu, précédemment nonce apostolique à Cuba (en) comme substitut pour les affaires générales de la secrétairerie d'État.
- Le 7 juillet 2011, il accepte la requête du cardinal Attilio Nicora d'être déchargé de la présidence de l'Administration du patrimoine du siège apostolique (APSA) afin de se consacrer à la présidence de la nouvelle autorité d'information financière à laquelle il avait été nommé le 19 janvier 2011. Il nomme pour lui succéder à la présidence de l'APSA Mgr Domenico Calcagno.
- Le 29 août 2011, il accepte la démission du cardinal Foley de sa charge de grand maitre de l'Ordre équestre du Saint Sépulcre de Jérusalem et nomme pour le remplacer Edwin O’Brien, jusque-là archevêque de Baltimore.
- Le 3 septembre 2011 est annoncé pour le 1er octobre suivant le remplacement à la tête du Gouvernorat de l'État de la Cité du Vatican et de la Commission pontificale pour l'État de la Cité du Vatican du cardinal Giovanni Lajolo par Mgr Giuseppe Bertello, jusqu'alors nonce apostolique en Italie (en).
- Le 21 septembre 2011, il nomme Mgr Giuseppe Versaldi, jusqu'alors archevêque d'Alessandria, président de la Préfecture pour les affaires économiques du Saint-Siège en remplacement du cardinal Velasio de Paolis qui se retire pour raison d'âge.
- Le 5 janvier 2012, la cardinal Fortunato Baldelli, âgé de 76 ans, est remplacé à la tête de la Pénitencerie apostolique par le portugais Mgr Manuel Monteiro de Castro jusqu'à cette date secrétaire de la Congrégation pour les évêques.
- Le 26 juin 2012, Mgr Jean-Louis Bruguès, précédemment secrétaire de la Congrégation pour l'éducation catholique est nommé archiviste et bibliothécaire de la Sainte Église romaine en remplacement du cardinal Raffaele Farina dont la renonciation pour la limite d'âge avait été acceptée quelques semaines plus tôt.
- Le même jour, le pape accepte, également pour raison d'âge, la démission du cardinal Ennio Antonelli, président du Conseil pontifical pour la famille, et nomme pour lui succéder Mgr Vincenzo Paglia, évêque de Terni-Narni-Amelia.
- Le 2 juillet suivant, il accepte pour raison d'âge, la démission du cardinal William Joseph Levada, préfet de la Congrégation pour la doctrine de la foi et président des commissions associées (commission pontificale Ecclesia Dei, Commission biblique pontificale, commission théologique internationale), et nomme pour le remplacer Mgr Gerhard Ludwig Müller, précédemment évêque de Ratisbonne.
- Le 7 décembre 2012, il nomme Georg Gänswein au poste de préfet de la Maison pontificale tout en lui conservant sa charge de secrétaire particulier. Le poste de préfet de la Maison pontificale était vacant depuis le 24 novembre précédent et la nomination de James Michael Harvey comme archiprêtre de la basilique Saint-Paul-hors-les-Murs.
- Le 13 janvier 2013, par le Motu proprio Ministrorum institutio la compétence des séminaires est transférée de la Congrégation pour l'éducation catholique à la Congrégation pour le clergé et le même jour, par le Motu proprio Fides per doctrinam la compétence de la catéchèse est transférée de la Congrégation pour le clergé au Conseil pontifical pour la nouvelle évangélisation.